# المبسوط فی فقه الإمامیة
المبسوط فی فقه الإمامیة نام کتابی فقهی نوشته ابو جعفر محمد بن حسن بن علی بن حسن طوسی، معروف به شیخ الطائفة، شیخ طوسی (م ۴۶۰ ق) می‌باشد. این کتاب یکی از بزرگترین و مهم‌ترین آثار فقهی قدماء و از مشهورترین آثار بجای مانده از شیخ طوسی است.

## رشد فقه
در ابتدای شکل‌گیری فقه شیعه، کتب فقهی عبارت از یک سلسله روایات و احادیث اهل بیت در مورد احکام حلال و حرام و معاملات و غیر آن مثل اخلاق، معارف و عقاید بود که طی سه قرن در کتاب‌هایی بنام اصل، جامع، نوادر، مسائل و امثال آن به‌طور منظم یا نامنظم، برخی مفصّل و برخی مختصر به همت محدثان و فقهای مذهب که عده‌ای از آنان یاران نزدیک امامان شیعه بودند فراهم شده بود. این روایات که با سلسله سند به امامان شیعه اسناد داده می‌شدند در آن زمان فقه امامیه را تشکیل می‌دادند.
پس از سه قرن بتدریج شیوهٔ جدیدی آغاز گردید که در آن فقها، مباحث فقهی را از قالب روایات و احادیث همراه با ذکر سند خارج نموده و استنباط خود را از آن روایات در هر مسئله، به صورت فتوی به رشتهٔ تحریر درآوردند.
اولین کسی که این روش را، که فقه منصوص یا اصول متلقاة می‌نامند، انتخاب کرد، علی بن حسین بن بابویه (م ۳۲۹ ق) پدر شیخ صدوق بود و پس از وی شیخ کلینی (م ۳۲۸ ق) این روش را ادامه داد.
در کنار این سبک بتدریج سبک دیگری در اوائل قرن چهارم با استفاده از عمومات، اطلاقات و نظائر آن به وسیلهٔ سید حسن بن علی بن ابی عقیل، معاصر شیخ کلینی (م ۳۲۸ ق)، با تألیف کتاب «المستمسک بحبل آل الرسول» ابداع شد که بعدها به وسیلهٔ محمد بن احمد بن جنید، ابو علی کاتب اسکافی صاحب کتاب «تهذیب الشیعة لأحکام الشریعة» و سپس شیخ مفید، محمد بن نعمان (م ۴۱۳ ق) و سید مرتضی، علی بن حسین (م ۴۳۶ ق) صاحب کتاب «الإنتصار، وسائل الناصریات» ادامه یافت، تا این که در اوائل قرن پنجم نوبت به شیخ الطائفة و یگانهٔ دوران، شیخ طوسی رسید.
وی که در سبک‌های مختلف فقهی مثل «فقه منصوص» کتاب النهایة، «فقه مقارنه‌ای» کتاب الخلاف، «فقه موجز و خلاصه» کتاب الجمل و العقود، را تألیف نموده بود، در ادامهٔ راه فقهای بزرگ قبل از خود با تألیف کتاب بی‌نظیر «المبسوط» فقه استدلالی را وارد مرحلهٔ جدیدی از رشد خود نمود.

## فقه استدلالی
فقه مستنبط یا استدلالی، فقهی است که بر اساس قواعد کلی و نصوص عام کتاب و سنت و ادلهٔ عقلیه در مورد فروع مستحدثه و مسائل روزمره که در نصوص مطرح نشده و تا آن هنگام صورت وقوع بخود نگرفته اظهار نظر نموده و بدون استفاده از قیاس کلیهٔ نیازمندی‌ها و مسائل را بر اساس قواعد مذکور و نصوص پاسخ می‌دهد.
شاید تعبیر کامل‌تر از سبک فقهی کتاب المبسوط، فقه استدلالی مقارنه‌ای باشد زیرا مؤلف در سراسر کتاب به بررسی و طرح نظریات علمای عامه پرداخته و فقط سلسله سند آنان را ذکر نکرده‌است.
وی در خطبهٔ کتاب می‌نویسد: و لا أذکر أسماء المخالفین فی المسألة لئلا یطول به الکتاب و قد ذکرت ذلک فی مسائل الخلاف مستوفا.

## اهمیت و ارزش
کتاب «المبسوط» یکی از بزرگترین و مهم‌ترین آثار فقهی قدماء و از مشهورترین آثار بجای مانده از شیخ طوسی است که همواره در طول تاریخ فقه مورد توجه و استفادهٔ فقهای عظام واقع شده و در کتب استدلالی مفصل از آن نقل قول شده و به آن استناد نموده‌اند.
مؤلف در خطبهٔ کتاب دربارهٔ اهمیت و ارزش کتاب می‌نویسد:
هذا الکتاب إذا سهل الله تعالی إتمامه یکون کتابا لا نظیر له فی کتب أصحابنا و لا فی کتاب المخالفین لأنّی إلی الآن ما عرفت لأحد من الفقهاء کتابا واحدا یشتمل علی الأصول و الفروع مستوفیا بمذهبنا.

## علت تألیف
از آنجایی که بعضی از فرق اسلامی به علت ناآشنایی با فقه امامیه، آن را به کمی تفریعات فقهی منتسب و آن را تحقیر نموده و فقهای شیعه را به علت نفی قیاس و اجتهاد، اهل حاشیه و ناقض نظریات سایر مذاهب دانسته‌اند، شیخ طوسی تصمیم به نوشتن کتاب «المبسوط» گرفته‌است.
او پس از کتاب «النهایة» که الفاظ مسائل مطرح شده در آن بر اساس متن روایات و نصوص معتبر می‌باشد، کتاب «الجمل و العقود» در عبادات را تألیف نموده که به صورت مختصر و موجز مسائل فقهی را مطرح نموده است و در آن کتاب وعده داده است که کتابی را که فقط شامل فروعات فقهی است بنویسد تا در کنار کتاب النهایة تمام مباحث فقهی را در بربگیرد.
اما از آنجا که این کار را برای خوانندگان دشوار دانسته، زیرا که فروعات فقهی فقط وقتی در کنار اصول فقهی باشند قابل فهم هستند از تصمیمش صرف نظر نموده و تصمیم به نوشتن کتاب المبسوط گرفته‌است.
امّا قبل از آن، کتاب الخلاف را بر اساس فقه مقارنه‌ای تألیف نموده و در آن به ذکر مفصل اسامی و ادلهٔ فقهای سایر مذاهب اسلامی پرداخته است.
نگارش کتاب «الخلاف» در محتوای کتاب «المبسوط» تأثیر گذاشته و این کتاب مجموعه‌ای از فقه منصوص، فقه مقارنه‌ای و فقه استدلالی یا تفریعی را در خود جای داده است.

## تألیف و چاپ
در کتاب «الاقتصاد و الهادی إلی طریق الرشاد» پس از پایان کتاب جهاد می‌نویسد: و تفصیل ذلک بیناه فی النهایة و المبسوط، بنابراین کتاب الاقتصاد پس از کتاب المبسوط تألیف شده‌است.
این کتاب برای اولین بار در سال ۱۲۷۰ ق به خط محمد علی خوانساری چاپ شده‌است.
چاپ اول کتاب موجود نیز در مقدمهٔ ناشر، سال ۱۲۷۰ اعلام شده‌است که این چاپ، سنگی بوده‌است.
چاپ دوم آن در سال‌های ۱۳۸۷ و ۱۳۸۸ ق و توسط چاپخانهٔ حیدریه در تهران بوده‌است.
ناشر این کتاب المکتبة المرتضویة لإحیاء آثار الجعفریة بوده‌است. مصحح کتاب موجود، محمد باقر بهبودی در آخرین کلماتی که از وی در آخر جلد هشتم آمده است تاریخ ربیع‌الاول سال ۱۳۹۳ را ذکر نموده است.

## نسخه‌ها
در الذریعة به نسخه‌های بسیار قدیمی اشاره نموده است که یکی از آنان مربوط به سال ۶۱۳ ق بوده و دیگری نسخهٔ کتابخانهٔ آستان قدس رضوی که به خط شیخ رشد الدین ابو الحسن علی بن حسین در سال ۵۸۶ ق نوشته شده‌است.
در کتاب «مقدمه‌ای بر فقه شیعه» نیز به ۱۱ نسخه اشاره نموده است که دو نسخهٔ قدیمی آن عبارتند از:
- نسخهٔ کتابخانهٔ آیت‌الله نجفی مرعشی مربوط به سال ۵۰۷ ق.
- نسخهٔ کتابخانهٔ ملک مربوط به سال ۵۷۱ ق با شمارهٔ 1120.

## نسخه‌های معتبر
در مورد نسخ مورد استفاده در چاپ کتاب موجود در ابتدا و انتهای کتاب به نسخه‌های متفاوتی اشاره شده‌است.
در ابتدای جلد اوّل به سه نسخه اشاره شده که در تصحیح کتاب از آن‌ها استفاده شده عبارتند از:
۱.نسخهٔ با ارزش کتابخانهٔ آیت‌الله مرعشی نجفی که از ابتدای کتاب طهارت تا آخر کتاب بیع است.
۲.دو نسخه از اول کتاب طهارت تا آخر کتاب جهاد، در کتابخانهٔ سید مهدی حسینی لاجوردی.
۳.نسخهٔ نفیس و کامل کتابخانهٔ شیخ محمد قوانینی بروجردی که به خط حسین بن محمد جعفر خوانساری در سال ۱۲۳۰ نوشته شده‌است.
پس از پایان جلد اول ناشرین کتاب نسخهٔ با ارزشی را به خط محمد حسن بن عبد الله که در سال ۱۲۶۷ ق تألیف شده‌است در کتابخانهٔ استاد سید محمد علی قاضی طباطبایی تبریزی یافته‌اند و میرزا احمد منزوی فرزند شیخ آقا بزرگ تهرانی «قده» آن‌ها را به نسخه‌ای در کتابخانهٔ آستان قدس رضوی راهنمایی کرده که در سال ۶۵۹ ق نوشته شده‌است.
و امّا در آخر جلد هشتم در مورد نسخه‌های مورد استفاده، چهار نسخه معرفی شده که عبارتند از:
۱ - نسخهٔ خطی کتابخانهٔ شیخ محمد قوانینی بروجردی که اصل و اساس در نگارش کتاب موجود می‌باشد.
۲ - نسخهٔ خطی متعلّق به کتابخانهٔ محمد علی قاضی طباطبایی، به خط محمد حسن بن عبد الله که در سال ۱۲۶۷ ق نوشته شده‌است. در مورد این کتاب آمده: راجعنا إلی‌ها أحیانا فإن النسخة مغشوشة مشوهّة إلی آخرها.
۳ - نسخهٔ خطی کتابخانهٔ شیخ میرزا محسن کوچه‌باغی تبریزی که ناقص می‌باشد.
۴ - نسخهٔ خطی از کتاب صید و ذبائح تا آخر کتاب که در تصحیح جلد ۷ و ۸ از آن استفاده شده‌است.

## تنظیم مطالب
شیخ طوسی مطالب کتاب را به ۷ قسمت تقسیم نموده است. در الذریعة به قسمت ششم و هفتم اشاره نموده است.
در ابتدای جلد اوّل قسمت اول را از کتاب طهارت تا آخر کتاب ضحایا و عقیقه معین کرده‌است.
در پایان کتاب ودیعه، آخر قسمت سوّم مشخص شده‌است.
و اما مباحث کتاب موجود در ۸ مجلد تقسیم شده‌است.
جلد اول: کتاب‌های طهارت، صلاة، زکاة، صوم، اعتکاف، حج، ضحایا و عقیقه.
جلد دوم: کتاب‌های جهاد، جزایا و احکام آن، قسمت فیء و غنائم، بیوع سلم، رهن، مفلس، حجر، صلح، حواله، ضمان، شرکت، وکالت.
جلد سوم: کتاب‌های اقرار، عاریه، غصب، شفقه، قراض و مضاربه، مساقاة، اجارات، مزارعه، احیاء موات، وقوف و صدقات، هبات، لقطة.
جلد چهارم: کتاب‌های وصایا، فرائض و مواریث، ودیعه، نکاح، صداق، قسم، خلع و مبارات.
جلد پنجم: کتاب‌های طلاق، رجعت، ایلاء، ظهار، لعان، عدد، رضاع.
جلد ششم: کتاب‌های نفقات، عتق، مکاتب، تدبیر، امهات اولاد، نذور، صید و ذبائح، اطعمه، سبق و رمایه.
جلد هفتم: کتاب‌های جراح (قصاص)، دیات، قسامه، کفارهٔ قتل، قتال اهل ؟، مرتد.
جلد هشتم: کتاب‌های حدود، قطاع الطریق، اشربه، اهل ردة، دفع عن النفس، وصول البهمة و الفحل، آداب قضاء، شهادات، دعاوی و بینات.

## ویژگی‌ها
کتاب المبسوط که نهایی‌ترین نظریات شیخ طوسی می‌باشد مجموعه‌ای گران‌ب‌ها از نظریات فقهای زمان وی و ابداعات او می‌باشد.
در خطبهٔ کتاب این گونه آمده است: این کتاب در برگیرندهٔ سی (یا هشتاد) کتاب فقهی اهل تشیع است که خلاصهٔ آن مباحث گردآوری شده، با این تفاوت که فقط مباحث فقهی را در برداشته و ادعیه و آداب آن ذکر نشده‌است.
علاوه بر نظریات علمای اهل تشیع نظریات سایر مذاهب را نیز بدون ذکر اسامی آنان ذکر شده‌است و در نهایت آنچه اقتضاء مذهب شیعه است بیان شده‌است.
فروعاتی را که واضح بوده‌اند فقط به بیان فتوای آن پرداخته‌اند اما فروعات مشکل یا نامأنوس را با ذکر دلیل بیان نموده‌اند. در صورت ترجیح نظریه‌ای، با ذکر دلیل، قول قوی را انتخاب نموده و در صورت نبودن مرجح توقف نموده و حکم به تخییر کرده‌اند.
هدف مؤلف از بیان دلائل و فتاوا، آموزش اجتهاد و دور کردن خوانندگان از تقلید صرف می‌باشد.
وی در خطبهٔ کتاب می‌نویسد: و إن کانت المسألة أو الفروع غریبا أو مشکلا أومی إلی تعلیل‌ها و وجّه دلیل‌ها لیکون الناظر فی‌ها غیر مقلّد و لا مبحث.
در مواردی که مؤلف ادعیه و آداب عبادات را حذف نموده است به کتاب مصباح المهتجد خود، ارجاع داده است: فأما الأدعیة فی ذلک کثیرة و أفضل‌ها ما یصدر عن صدق النیة و خالص الطویلة و قد استوفینا ذلک فی مصباح المهتجد و لا تطول بذکره هنا.
مؤلف بعضی از مباحث کتاب را به النهایة و الخلاف ارجاع داده است. به عنوان نمونه در بحث حکم اراضی زکاة: الأرضون علی أربعة أقسام حسب ما ذکروه فی النهایة.
در کتاب العدد: و قال آخرون لا یحیض، و اختلف المخالف مثل ذلک ذکرناها فی الخلاف.
در کتاب دیات: و فیه خلاف کثیر ذکرناها فی الخلاف.
در طرح فروعات فقهی مؤلف به ذکر فروعات و در کنار آن اقوال و نظریات فقها با عبارت أصحابنا، أکثر أصحابنا، أکثر أصحابنا المحصلین، پرداخته است، اما از ذکر روایات و مباحث استدلالی و نظائر آن کمتر مطلبی دیده می‌شود.
از طرف دیگر مؤلف بیشتر به روایات پیامبر استدلال نموده و کمتر به روایات ائمه استناد نموده است.
تعابیر اجماع در المبسوط نظیر الانتصار سید مرتضی (م ۴۳۶ ق) متفاوت بوده و به صور مختلف مثل «إجماع الأمّة»، «إجماع الفرقة بل إجماع المسلمین»، «إجماع الفرقة المحقّة» بیان شده‌است.
در بیان مطالب کتاب، وی ابتدا فهرست مطالب را ذکر نموده و سپس به تفصیل آن می‌پردازد؛ و نذکر فی کل فصل ما یلیق و لا نترک شیئا قبل، و لا یمکن أن یقال إلاّ و اذکره إلاّ ما لعلّه یشذ منه من النادر الیسیر و التافة الحقیر.
در بسیاری از موارد مؤلف به ذکر نظریات فقهای عامّه می‌پردازد و آن‌ها را بررسی و نقد می‌کند.
در کتاب الفرائض و المواریث می‌نویسد: قد ذکرنا جملة یشرف بها علی جمیع المذاهب، و نحن الآن نذکر باقی الکتاب حسب ما ذکره المخالفون من المسائل و إن کانت غیر متناسبة لنستوفی جمیع المسائل و نذکر مذهبنا فیه إن شاء الله تعالی.
در کتاب میراث: و نسوق الآن ترتیب الفقهاء کما فعلته فی العصبة.

## موارد نادر
نام علمایی که در کتاب مطلبی از آنان نقل شده کمتر تصریح شده‌است و فقط در یک مورد در کتاب اقرار به نام قاضی بن براج «قده» صاحب المهذب تصریح شده‌است: فهذه مسائل ذکرها ابن البراج فی الأصول.
مؤلف در مباحث کتاب کمتر به ادلهٔ عقلیه استدلال نموده است و فقط در کتاب غصب به این مسئله تصریح نموده است: تحریم الغصب معلوم بالأدلّة العقلیة و بالکتاب و السنّة و الإجماع.

## نقاط ضعف
از نقاط ضعف کتاب این که گاهی بعضی مطالب را بسیار مختصر بیان نموده مثلاً در کتاب الإجارات: و یدل علیه القرآن و السنّة، قد ذکرناه فی الخلاف.

## گفتار بزرگان
معالم الأصول:المبسوط ثمانیة أجزاء حسن.
روضات الجنات:أمّا الفقه فهو خریت هذه الصناعة و الملقی إلیه زمام الانقیاد و الطاعة و کل من تأخّر عنه من الفقهاء الأعیان فقد تفقه علی کتبه و استفاد من‌ها نهایة أربه و منتهی طلبه و له فی هذا العلم کتاب «المبسوط» الذی وسع فیه التفاریع و أورع فیه دقائق الأنظار.
و در جای دیگر: ففی المبسوط و الخلاف مجتهد صرف و أصولی بحث، بل ربما سلک مسلک العمل بالقیاس و الاستحسان فی کثیر من مسائلها.
و در جای دیگر: و أول مصنفات الشیخ فی الفقه کتاب «النهایة» و آخرها «المبسوط» کما یظهر من کلامه فی خطبة هذا الکتاب. . . و کتاب «المبسوط» کتاب جلیل عظیم الفقع و هو کما قال مصنّفه فیه و فی «الفهرست» إنّه کتاب لم یصنف مثله و لا نظیر له فی کتب الأصحاب و لا فی کتاب المخالفین.
ریحانة الأدب:المبسوط در فقه، که در رشتهٔ خود بی‌نظیر است و در تهران چاپ شده‌است.
الذریعة:و هو من أجل کتب الفقه مشتمل علی جمیع أبوابه فی نحو سبعین کتابا.
بحار الأنوار:المبسوط، قد أکثر فیه الفروع الفقهیة و فیه من دقائق الأفکار ما لم یحوه غیره.